# Jorma Kaukonen
Jorma Ludwik Kaukonen Jr. (* 23. prosince 1940, Washington, D.C., USA) je americký rockový a bluesový, folkový a rockový kytarista a zpěvák. V letech 1965–1972 byl členem skupiny Jefferson Airplane a od roku 1969 pravidelně vystupuje se skupinou Hot Tuna, která začala jako vedlejší projekt s basistou Jackem Casadym. Počátkem roku 2019 tao bylo již 50 let. Časopis Rolling Stone ho zařadil na 54. místo v seznamu 100 největších kytaristů.

## Diskografie

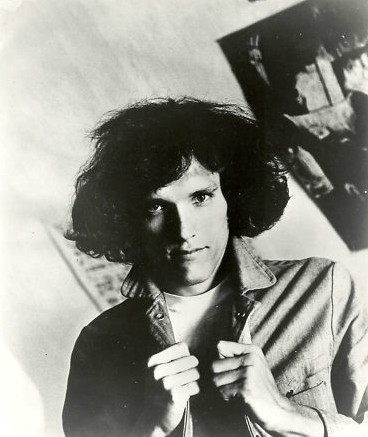
Jorma Kaukonen

### Sólová
- Quah (1974)
- Jorma (1979)
- Barbeque King (1981)
- Magic (1985)
- Too Hot to Handle (1985)
- Embryonic Journey (1994)
- Magic Two (1995)
- The Land of Heroes (1995)
- Christmas (1996)
- Too Many Years (1998)
- Jorma Kaukonen Trio Live (2001)
- Blue Country Heart (2002)
- Stars in My Crown (2007)
- River of Time (2009)